# Đại học Rangsit
Đại học Rangsit (tiếng Thái Lan: มหาวิทยาลัยรังสิต) là một trường đại học tư thục tại Pathum Thani, Thái Lan. Đại học Rangsit bắt đầu tuyển sinh khóa đầu tiên năm 1986 dưới tên gọi Cao đẳng Rangsit và năm 1990 trở thành trường đại học. Trường hiện có 667 giảng viên, trong đó có 21 cao học, 3 tiến sĩ.

## Hợp tác học thuật
- Fachhochschule Aachen, Đức
- Bản mẫu:Country data Ạnh Viện Giáo dục của Đại học London, Vương quốc Liên hiệp Anh và Bắc Ireland
- Đại học Bách khoa Savonia, Phần Lan
- Christelijke Hogeschoo Nederland, Hà Lan
- Đại học Birmingham, UK
- Đại học Bách khoa Mikkili, Phần Lan
- Erasmus Hogeschool, Bỉ
- Đại học Bách khoa Vaasa, Phần Lan
- Trường Kinh tế và Quản trị Kinh doanh Riga, Latvia
- Đại học Malardalen, Thụy Điển
- Đại học Hạ Môn, Cộng hòa Nhân dân Trung Hoa
- Ventaka Kala Foundation, Ấn Độ
- Viện Nghiên cứu Du lịch, Ma Cao
- Đại học Quảng Tây, Cộng hòa Nhân dân Trung Hoa
- Đại học Gyeongju, Hàn Quốc
- Đại học Dong-eui, Hàn Quốc
- Đại học dân lập Duy Tân, Đà Nẵng, Việt Nam
- Soongsil University, Hàn Quốc
- Vinayaka Mission's Research Foundation, Deemed University, Ấn Độ
- Korea Advanced Institute of Science and Technology, Hàn Quốc
- Đại học Quốc tế, Campuchia, Campuchia
- Harbin Engineering University, Trung Quốc
- Đại học Ming Chuan, Đài Loan
- Đại học Quế Lâm, Cộng hòa Nhân dân Trung Hoa
- Đại học Văn hóa và Ngôn ngữ Bắc Kinh, Cộng hòa Nhân dân Trung Hoa
- iCarnegie Technology Education, Hoa Kỳ
- USAC University of Nevada tại Reno, Hoa Kỳ
- Lorain County Community College, Hoa Kỳ
- American International University, Bangladesh
- Iowa State University of Science and Technology, Hoa Kỳ
- Edith Cowan University, Úc
- Đại học Griffith, Úc
- Viện Công nghệ Hoàng gia Melbourne, Úc

13°57′53,55″B 100°35′11,26″Đ / 13,95°B 100,58333°Đ